# Hypocrea subalpina
Hypocrea subalpina är en svampart som beskrevs av Petr. 1940. Hypocrea subalpina ingår i släktet svampdynor och familjen Hypocreaceae.   Inga underarter finns listade i Catalogue of Life.